# Mueda
Mueda è un centro abitato del Mozambico situato nella provincia di Cabo Delgado ed è capoluogo dell'omonimo distretto; conta 57.326 abitanti (stima 2012).